# Decusație
Decusația (din latinescul decussatio, încrucișare) este un termen anatomic care semnifică încrucișarea în formă de X a două fascicule de fibre nervoase omonime în cazul când fiecare fascicul trece pe partea opusă a creierului în curs ascensiunii sau coborârii lui prin trunchiul cerebral sau măduva spinării.

## Exemple
Printre exemplele de decusații se numără:
- decusația piramidelor (Decussatio pyramidum) sau decusația piramidală, decusația Mistichelli, decusația motorie
- decusația lemniscală medială (Decussatio lemnisci medialis) sau decusația lemniscală senzitivă, decusația Spitzka
- decusații tegmentale (Decussationes tegmentales) ce cuprind: decusația tegmentală anterioară și decusația tegmentală posterioară
- decusația tegmentală anterioară (Decussatio tegmentalis anterior) sau decusația Forel, decusația rubrospinală
- decusația tegmentală posterioară (Decussatio tegmentalis posterior) sau decusația Meynert, decusația tectospinală
- decusația pedunculilor cerebelari superiori (Decussatio pedunculorum cerebellarium superiorum) sau decusația Wernekinck
- decusația fibrelor nervului trohlear (Decussatio fibrarum nervorum trochlearium) sau decusația nervilor trohleari